# حكومة غزالي الثالثة
حكومة غزالي الثالثة هي أول حكومة جزائرية في عهد المجلس الأعلى للدولة الذي حكم البلاد بعد استقالة الرئيس الشاذلي بن جديد، واستمرت من 22 فبراير 1992 إلى 19 يوليو 1992. عملت الحكومة في ظل حالة الحصار.

## أعضاء الحكومة
- رئيس الحكومة ووزير الاقتصاد : سيد أحمد غزالي
- وزير الدفاع : خالد نزار
- وزير للشؤون الخارجية : الأخضر الإبراهيمي
- وزير الداخلية والجماعات المحلية : العربي بلخير
- وزير العدل : حمداني بن خليل
- وزير الطاقة : نور الدين آيت الحسين
- وزير التربية : علي بن محمد
- وزير الصناعة والمناجم : عبد النور كرمان
- وزير المجاهدين : إبراهيم شيبوط
- وزير الشؤون الدينية : الساسي العموري
- وزيرة الصحة والشؤون الاجتماعية : زهية منتوري
- وزير الجامعات والبحث العلمي: جيلالي اليابس
- وزير النقل والمواصلات: الهاشمي نايت جودي
- وزير الفلاحة : محمد إلياس مصلي
- وزير السكن : فاروق طبال
- وزيرة للتشغيل والتكوين المهني :سعيد قشي
- وزيرة الشبيبة والرياضة : ليلى عسلاوي
- وزير الثقافة والاتصال: أبو بكر بلقايد
- وزير العمل : عبد العزيز زياري
- وزير التجهيز : مصطفى حراثي

- وزير منتدب للجماعات المحلية : عبد المجيد تبون
- وزير منتدب للخزينة : أحمد بن بيتور
- وزير منتدب للميزانية : مراد مدلسي
- وزير منتدب للتجارة : أحمد فضيل باي
- وزير منتدب للصناعات الصغيرة والمتوسطة : الأخضر بايو
- وزير منتدب للبحث والتكنولوجيا والبيئة : شريف حاج سليمان
- وزير منتدب للسكن : محمد مغلاوي

- كاتب دولة للجماعات المحلية : أحمد نوي
- كاتب دولة للسياحة : رشيد معاريف
- كاتب دولة للبحث العلمي : مراد خلادي
- كاتب دولة للاتصالات : أحمد عينوش
- كاتب دولة للتهيئة الريفية والري الفلاحي : كامل حاجيات